# Caulastrea tumida
Caulastrea tumida là một loài san hô trong họ Faviidae. Loài này được Matthai mô tả khoa học năm 1928.